# Johan Frederik Rudolph van Hooff
 (juin 2019).

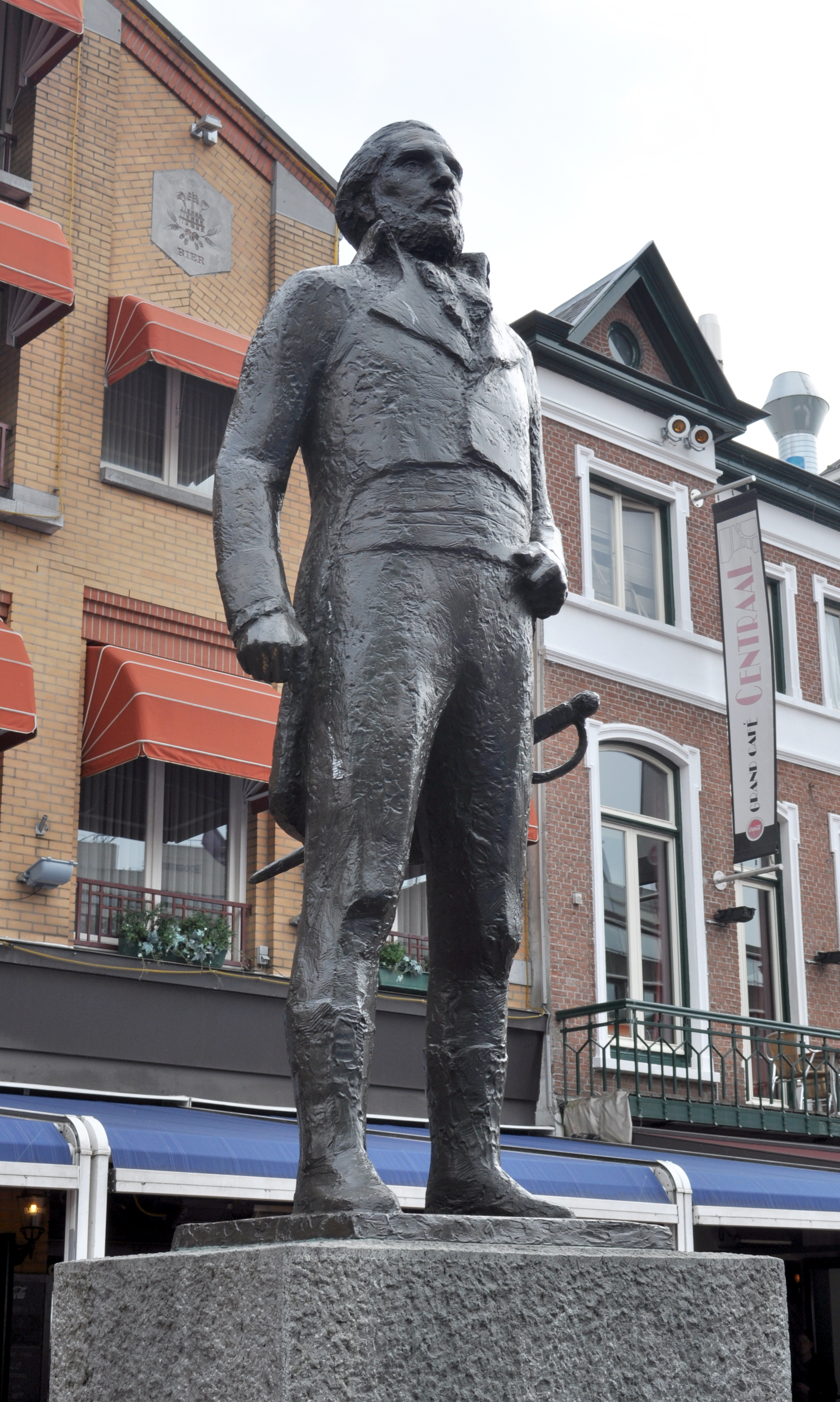
Statue de Jan van Hooff par Auke Hettema (1981) à Eindhoven.

Johan Frederik Rudolph van Hooff, né le 26 août 1755 à Eindhoven et mort le 13 juin 1816 à Utrecht, est un homme politique néerlandais, ministre de la Justice de Louis Bonaparte.

## Biographie
Van Hooff est issu d'une famille catholique de fabricants de drap d'Eindhoven. Il fait ses études dans plusieurs universités à l'étranger et sort diplômé en droit de l'université de Nancy. En 1786, il est élu à la municipalité patriote d'Eindhoven puis bourgmestre de la ville. La même année, il crée avec Amandus van Moorsel la société patriotique Concordia. En 1787, face à l'avance des troupes prussiennes, il se rend à Utrecht pour tenter de les repousser. Les patriotes étant battus, Van Hooff rentre à Eindhoven où il est arrêté sur l'ordre des États généraux en octobre et emprisonné quelques mois à La Haye. De retour à Eindhoven, il est de nouveau arrêté le 12 février 1788 mais réussit à s'échapper. Il s'enfuit alors dans les Pays-Bas autrichiens puis en France.
À Paris, il fréquente les jacobins et est l'un des fondateurs, en octobre 1792, du comité révolutionnaire batave, destiné à regrouper les patriotes exilés et enjoindre aux Français de participer à la « restauration de la liberté batave ». Le 1er janvier 1793, la France déclare la guerre à l'Angleterre et aux Provinces-Unies. Le 6 mars, Van Hooff arrive à Bréda avec les troupes françaises commandées par Dumouriez. Il y plante un arbre de la liberté et prend en main l'administration provisoire de la ville. Cependant, les Français sont battus à Neewinden douze jours plus tard et sont contraints de quitter le Brabant. Dumouriez passe aulors aux Autrichiens, jetant la suspicion des révolutionnaires français sur les patriotes bataves. Van Hooff est arrêté à Paris le 24 mai 1794 et conduit à la Conciergerie. Il n'échappe à la guillotine qu'à la faveur d'une faute d'orthographe sur son nom. Il est libéré le 24 octobre 1794.
Il rentre à Eindhoven le 9 novembre 1795, dix mois après l'établissement de la République batave. En janvier 1796, il entre à l'assemblée provisoire du Brabant puis est élu député de Leende à la première assemblée nationale batave. Orateur doué, il s'y montre un fervent défenseur des principes unitaristes. Membre de la section des Affaires étrangères, il accompagne le radical Pieter Vreede à Paris en octobre 1796 pour tenter d'influencer le gouvernement français en faveur de la rédaction d'une constitution unitaire pour la République batave. Le 2 décembre, il entre à la commission constitutionnelle et participe ainsi à la rédaction d'un projet de compromis qui est rejeté par référendum le 8 août 1797.
Beaucoup plus modéré, Van Hoof est réélu en août 1797 député d'Eindhoven à l'assemblée, qu'il préside du 8 au 19 janvier 1798. Lors du coup d'État unitariste du 22 janvier mené par Pieter Vreede et le général Daendels, Van Hooff est arrêté une nouvelle fois et emprisonné à la Huis ten Bosch, à La Haye. Il est libéré le 14 juillet 1798, après qu'un coup d'État a renversé les unitaristes. Un mois plus tard, il devient membre du Directoire exécutif de la République batave, qu'il quitte le 1er juin 1800.
Après la mise en place de la constitution de 1801 Van Hooff est nommé représentant du Brabant au Corps législatif batave mais il refuse de siéger, n'étant pas satisfait de la nouvelle constitution. Il accepte finalement le 22 novembre 1803. En juin 1806, il est choisi pour accueillir Louis Bonaparte, nouveau roi de Hollande. Celui-ci le nomme alors directeur général de la Justice et de la Police le 4 juillet 1806 puis ministre de la Justice et de la Police le 29 juillet. Cependant, affaibli par la maladie, il quitte le ministère le 22 mai 1807 et devient commissaire général de la Frise orientale nouvellement annexée à la Hollande. Il entre peu après au Conseil d'État, siégeant aux sections des Lois et des Affaires intérieures.
Van Hooff prend sa retraite de commissaire général de Frise orientale et de membre du Conseil d'État le 1er juillet 1808. Le 9 février 1809, il est nommé président du comité de secours aux victimes des inondations du centre du pays.

## Titres et décorations
- Commandeur de l'ordre de l'Union, 16 février 1807
- Commandeur de l'ordre de la Réunion, 29 février 1812